# Побережненська сільська рада
| Побережненська сільська рада — колишній орган місцевого самоврядування у Вінницькому районі Вінницької області з адміністративним центром у c. Побережне. Сільській раді підпорядковані населені пункти: - c. Побережне - с. Кордишівка |

## Склад ради
Рада складається з 16 депутатів та голови.

## Керівний склад сільської ради
| ПІБ                      | Основні відомості                                                    | Дата обрання | Дата звільнення |
| ------------------------ | -------------------------------------------------------------------- | ------------ | --------------- |
| Плаксій Василь Давидович | Сільський голова, 1952 року народження, освіта, член народної партії | 26.03.2006   | 31.10.2010      |
| Плаксій Василь Данилович | Сільський голова, 1952 року народження, освіта вища, безпартійний    | 31.10.2010   |                 |

Примітка: таблиця складена за даними джерела